# Jordanus Nemorarius
Jordanus Nemorarius (Allemagne, 1225 - 1260), également connu sous les noms de Jordanus de Nemore et de Giordano of Nemi, est un mathématicien et scientifique probablement d'origine italienne, auteur du Liber de ratione ponderis. Il eut une grande influence au Moyen Âge et à la Renaissance bien qu’il soit devenu anonyme à cette époque.

## Biographie
Les Oxfordiens avaient commencé à soumettre les thèses d’Aristote à des traitements mathématiques et en avaient infléchi déjà quelques données essentielles. Les nominalistes parisiens reprirent l’ensemble de leur savoir sur d’autres bases dont l’observation de la nature et des phénomènes de la vie courante. Dans son Liber de ratione ponderis (appelé communément De ponderibus) Jordanus Nemorarius se rattache à ce dernier courant en mêlant les préoccupations scientifiques et les problèmes de technique pratique.
Grand admirateur d’Euclide, Jordanus Nemorarius s’attache à la démonstration des théorèmes mécaniques par des preuves géométriques découlant de quelques postulats explicites de caractère physique. Il améliore la théorie du plan incliné d'Aristote, tout en restant vague dans sa démonstration, et donne une formule de la gravitas secundum situm, faisant intervenir la notion de moment. Il avait enfin appliqué le principe des déplacements virtuels à l’équilibre des leviers coudés.
Archimède n’avait transmis qu’une statique, qui s’était développée par la suite, mais surtout dans le cadre d'une tradition péripatéticienne représentée par les Problèmes mécaniques, traité anonyme de l’École d’Aristote. L’ouvrage de Jordanus Nemorarius se rattache à cette tradition qui faisait usage des vitesses et des déplacements virtuels.
En passant de la statique à la dynamique, Jordanus Nemorarius avait énoncé, dans son livre IV, toute une série de propositions, certaines d’ailleurs inexactes, dans lesquelles on sent percer son incontestable intérêt pour le travail de l’ingénieur.

## Origine problématique

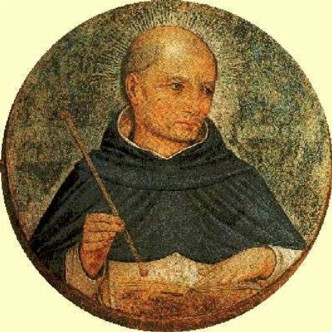
Jordan le Saxon

Le lieu de naissance supposée, l'Allemagne, et même le siècle où il a vu le jour sont incertains.
Le géomètre Michel Chasles prétendait dans ses lettres à Boncompagni que l’auteur d’Algorismus Jordani vivait à la fin du XIIe siècle.
L'historien des sciences allemand Morritz Benedikt Cantor a pour sa part avalisé l'origine germanique de Jordanus Nemoriarius, le faisant naître vers 1225 en Allemagne. Cela est toutefois sujet à caution. L'historique de cette attribution est illustratif des difficultés rencontrées par les médiévistes : cette identification remonte au XIVe siècle. C'est le dominicain Nicholas Trivet, qui le premier attribue le De ponderibus Jordani et le De lineis datis Jordani à Jordan le Saxon ou Jourdain de Saxe, maître de son ordre, qui, en 1222, succéda à Saint-Dominique à la tête des frères prêcheurs.
Depuis, l’identification de Jordanus le Saxon avec Jordanus Nemorarius a été acceptée par de nombreux auteurs ; ce qui semble très contestable car le mathématicien ne s’est jamais qualifié de Saxon, ni le maître de l’ordre de : « Nemore ».

## Œuvres mathématiques

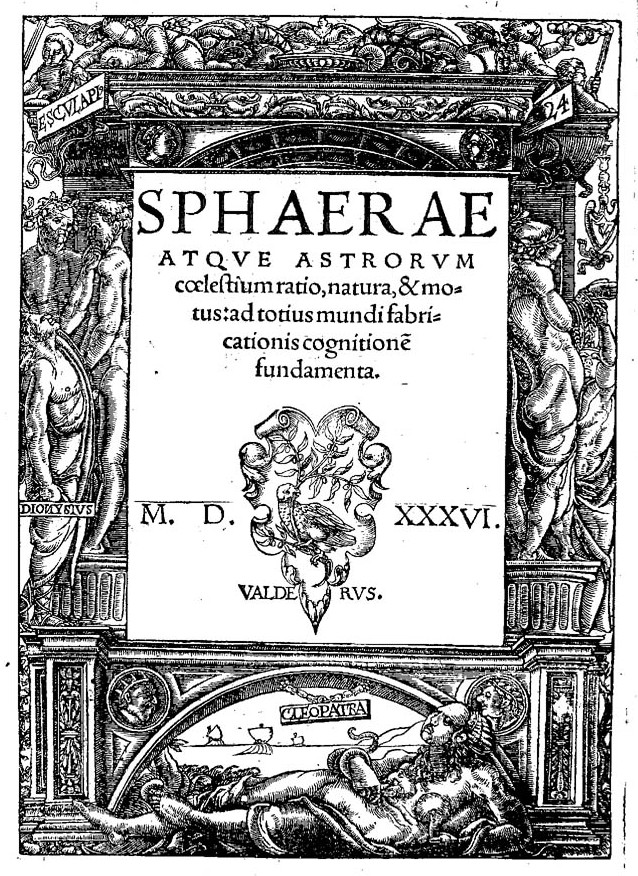
Sphaerae atque astrorum coelestium ratio, natura, et motus, 1536

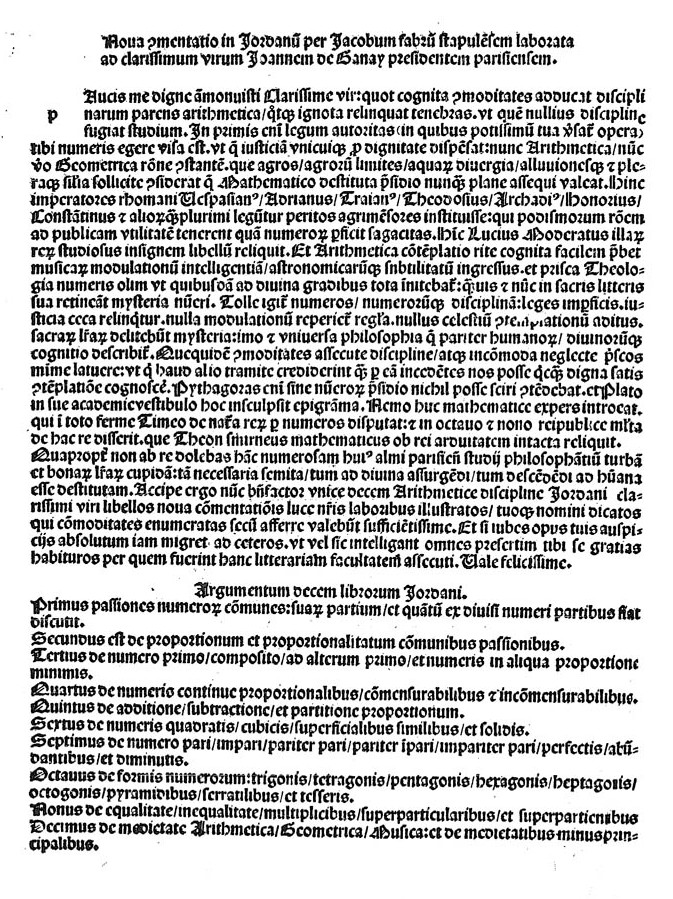
Demonstrationes in Arithmetica, 1496

1. Algorismus, une théorie des opérations élémentaires de l’arithmétique. Un Algorithmus demonstratus Jordani fut imprimé à Nuremberg en 1534, par Petreius de Johannes Schoner. Cet Algorithmus reproduit un manuscrit anonyme. trouvé parmi les papiers de Regiomontanus. Attribué à tort à Jordanus, il a été fabriqué au XIIIe siècle par le Magister Gernardus. D’autre part, le manuscrit original Demonstrato Algorismi de Jordanus, que Michel Chasles a examiné, a été retrouvé par M. A. A. Bjornbo, mais il n’est toujours pas publié.
2. Elementa Arismeticae : ce traité d’arithmétique, divisé en chapitres, imprimé à Paris en 1496 et en 1514, sur commande de Lefevre d'Etaples (en ligne ou ici).
3. De numeris datis, publié en 1879 par Treutlein et encore en 1891 par Maximillian Curtze.
4. De triangulis, auquel Jordanus lui-même donna le nom de Philotechnes, publié par M. Curtze en 1887.
5. Planispherium, ce travail pour dresser des cartes, donne pour la première fois le théorème sur la projection stéréographique d’un cercle. Imprimé par Valderus, à Bâle en 1536, dans une collection contenant les travaux cosmographiques de Ziegler, Proclus, Berosius, et Theon d’Alexandrie, le Planisphere de Ptolemée…
6. De Speculis, un traité d’optique, toujours non publié
7. De ponderibus, ou autrement les Elementa super demonstrationem ponderis, un traité de statique en neuf propositions, toujours non publié

## Réputation et devenir
Les Anglais Roger Bacon et Thomas Bradwardine ainsi que l’école écossaise ont fait grand cas des écrits de Jordan de Nemore. Pendant la Renaissance, son De ponderibus a profondément influencé les débuts de la statique.
Giordano Nemi a été l’un des premiers traducteurs de l’algèbre en occident et l’un des premiers à désigner les inconnues par des symboles. Il semble en réalité contemporain de Leonardo Fibonacci.
Le devenir de ces œuvres est aussi impressionnant que le succès qu'elles ont rencontré à l'époque. Un commentaire ajouté ultérieurement (au XIIIe siècle) et mentionné par Roger Bacon dans son Opus majus fit de ce Liber Euclidis de ponderibus imprimé à Nuremberg, en 1533, par Johannes Petreius, sous la direction de Petrus Apianus, sous le titre de Liber Jordani Nemorarii, viri clarissimi, de ponderibus un traité célèbre.
Une préface fut ajoutée au XVIe siècle. Dans le but de résumer les travaux de Jordanus en corrigeant ses erreurs.
En 1554 ce livre fut cyniquement plagié par Nicolas Tartaglia dans ses Quesiti et inventioni diverse ; (un manuscrit du texte original a été retrouvé dans les papiers de Trataglia).
Publié à Venise, en 1565, par Antius Trojanus, comme Jordani Opusculum de ponderositate, Nicolai Tartaleae studio correctum.